# Dingyuan
Dingyuan (chiń. upr. 定远县; chiń. trad. 定遠縣; pinyin Dìngyuǎn Xiàn) – powiat w zachodniej części prefektury miejskiej Chuzhou w prowincji Anhui w Chińskiej Republice Ludowej. Liczba mieszkańców powiatu, w 2010 roku, wynosiła 779 174.